# Demba Bamba
Demba Bamba (Saint-Denis, 17 de marzo de 1998) es un jugador francés de rugby que se desempeña como pilier. Actualmente juega para el club de  Lyon Olympique y en el XV del gallo. 

## Biografía
Demba Bamba empezó sus pasos en el mundo del deporte jugando a balonmano, al igual que su hermano, y practicando  judo, donde se convirtió en campeón de su categoría con 14 años. Descubrió el rugby gracias a un amigo suyo y empezó a jugar en el equipo de su ciudad con 12 años.  

## Carrera

### Clubes
En la temporada 2017-18 Bamba debuta con CA Brive jugando en la Pro D2, segunda categoría del rugby francés donde rápidamente destaca por su poderío físico y hace que los grandes clubes franceses pongan sus ojos en él. De este modo ese mismo año Lyon Olympique le firma un contrato multianual donde pacta dejar cedido a Bamba en Brive durante la siguiente temporada. En esa temporada consigue ascender con Brive a Top 14 siendo uno de la jugadores titulares del equipo.

### Internacional
Juega su primer partido con la selección francesa el 24 de noviembre de 2018 contra el equipo de Fiji, entrando en el terreno de juego en sustitución de Rabah Slimani.
El 23 de febrero de 2019, es el titular por primera jugando contra Escocia ganando el partido por el marcador de  27 a 10, donde fue nombrado mejor jugador del partido. 
Es seleccionado para la disputa de la Copa Mundial de 2019 pero debido a una lesión solo consigue jugar en el partido inaugural de sus selección ante Argentina siendo reemplazado por Cedate Gomes Sa.

## Palmarés y distinciones notables
- Ganador del Torneo Seis Naciones Sub - 20 en 2018
- Ganador de la Campeonato Mundial de Rugby Juvenil 2018